# Obłęd moralny
Obłęd moralny (głuptactwo moralne, zespół anetyczny, ang. moral insanity; łac. mania sine delirio, insania ex morum defectione; fr. folie raisonnante, folie lucide raisonnante, folie morale, monomanie affective; niem. moralisches Irresein) – historyczny termin wprowadzony przez angielskiego lekarza J. C. Pricharda w 1835 w dziele A Treatise on Insanity and Other Disorders Affecting the Mind na określenie szczególnej postaci rozstroju psychicznego. Prichard opisał obłęd moralny jako „szaleństwo, charakteryzujące się chorobliwym wypaczeniem naturalnych odczuć, uczuć, skłonności, temperamentu, postawy moralnej i naturalnych odruchów, bez zauważalnych zaburzeń wiedzy czy zdolności rozumowania, a zwłaszcza bez obłąkańczych złudzeń czy omamów”.
Koncept obłędu moralnego wiele zawdzięcza pracom Philippe Pinela, cytowanego przez Pricharda, i jego opisowi chorób umysłowych częściowych i afektywnych. Manie sans délire, później znana jako folie raissonante uległa z czasem przekształceniu w postać częściowego obłędu, co oznaczało, że dotknięty nią chory był uważany za obłąkanego jedynie w części swoich funkcji umysłowych, jego osobowość mogła ulec zmianie, natomiast funkcje intelektualne pozostały nienaruszone. 
Współczesne niezrozumienie tego pojęcia wiąże się z różnicą znaczenia pojęcia moralności w XIX wieku i obecnie. Wówczas przez moralność rozumiano raczej sferę psychologii niż etyki. Dlatego obłęd moralny odnosił się do zmian afektu, dla odróżnienia od zmian intelektu.
Powstanie tego pojęcia wiązane jest ściśle z niewystarczającą definicją obłędu przedstawioną przez Johna Locke′a, w której do stwierdzenia obłąkania wymagano obecności objawów urojeniowych. 
Pogląd, jakoby koncept obłędu moralnego wyprzedzał koncept psychopatii (osobowości dyssocjalnej, antyspołecznej), nie spotkał się z uznaniem historyków psychiatrii. F.A. Whitlock uważa, że „nie ma najmniejszego podobieństwa między tymi przykładami [Pinela i Pricharda] a tym, co dziś uznalibyśmy za osobowość psychopatyczną”. Obłęd moralny Pricharda był określeniem zbiorczym na wiele zaburzeń zachowania, których jedyną cechą wspólną był brak urojeń. Tym samym, mimo nazwy, nie jest to odpowiednik współczesnej kategorii diagnostycznej osobowości dyssocjalnej (antyspołecznej).